# اضطراب ذهاني وجيز
الاضطراب الذهاني الوجيز (بالإنجليزية: Brief psychotic disorder)‏ -وفقًا لتصنيف الاضطرابات العقلية والدليل التشخيصي والإحصائي للاضطرابات النفسية (DSM5)- هو حالة ذهانية تتضمن ظهور مفاجئ لواحد على الأقل من الأعراض الذهانية (مثل عدم الترابط أو الوهام أو الهلوسة أو الاختلال أو الجامود) يستمر من يوم إلى شهر واحد، يكون مصحوبًا غالبًا باضطراب عاطفي. تكتمل هدأة جميع الأعراض مع المرضى الذين يعودون إلى مستواهم السابق للأداء. قد يتبع هذا الاضطراب فترة من القلق الشديد كفقدان أحد أفراد الأسرة. يتم تصنيف معظم المرضى الذين يعانون من هذه الحالة بناءًا على الدليل التشخيصي والإحصائي للاضطرابات النفسية (DSM5) على أنهم يعانون من اضطرابات ذهانية حادة وعابرة طِبقًا لـ المراجعة العاشرة للتصنيف الدولي للأمراض، قبل الدليل التشخيصي والإحصائي للاضطرابات النفسية كانت تسمى هذه الحالة «ذهان تفاعلي قصير». قد تكون هذه الحالة متكررة وقد لا تكون كذلك، ولا يمكن أن تكون ناتجة عن حالة أخرى.
يصف مصطلح «فورات هذيانية bouffée délirante» الاضطراب الذهاني الحاد غير العاطفي وغير الفصامي، والذي يشبه إلى حد كبير الاضطرابات الذهانية والاضطرابات الفصامية القصيرة المذكورة في الدليل التشخيصي والإحصائي للاضطرابات النفسية. وحقيقة حدوث وانتشار الاضطراب الذهاني الوجيز غير معروفة بعد ولكنه يعتبر غير شائع بشكل عام. وتصاب به النساء أكثر من الرجال بمعدل مرتين، ويشيع أكثر عند النساء في الولايات المتحدة، ويظهر عادةً في أواخر الثلاثينيات وأوائل الأربعينيات من العمر.

## تجلي المرض
يتميز الاضطراب الذهاني الوجيز BPD بظهور مفاجئ لأعراض ذهانية، والتي قد تشمل الأوهام أو الهلوسة أو الاختلال أو الجامود. وتستمر الأعراض عمومًا لمدة يوم واحد على الأقل ولا تتجاوز الشهر، ويعود المريض في نهاية المدة إلى أدائه النفسي والعقلي المعتاد، وقد تحدث الإصابة بالاضطراب الذهاني الوجيز استجابةً لضغوط كبيرة في حياة المرء أو في مواقف لا يكون مسبب الضغط فيها واضحًا مثل الأسابيع التالية للولادة. وفي التشخيص يتم التمييز الدقيق لبعض السلوكيات المناسبة ثقافيًا مثل المعتقدات والأنشطة الدينية، ويبدو هذا الاضطراب متصلًا أو مرادفًا لمجموعة متنوعة من الظواهر الخاصة بالثقافة مثل لاتا وكورو وأموك.

### التصنيف
هناك ثلاثة أشكال من الاضطراب الذهاني الوجيز BPD :
- BPD مع ضغوط ملحوظة: (المعروف أيضًا باسم الذهان التفاعلي القصير): إذا ظهرت أعراض BPD في تتابع الأحداث الشخصية (مفردة أو متعددة) التي من المتوقع أن تسبب ضغوطًا كبيرة للفرد العادي.
- BPD دون ضغوط ملحوظة: إذا لم تحدث أعراض BPD في تتابع الأحداث الشخصية (مفردة أو متعددة) التي من المتوقع أن تسبب ضغطًا كبيرًا على الفرد العادي.
- BPD مع بداية فترة ما بعد الولادة: إذا بدأت أعراض BPD أثناء الحمل أو في غضون 4 أسابيع بعد الولادة.[6]

#### BPD مع ضغوط ملحوظة (ذهان تفاعلي صغير)
الذهان التفاعلي الصغير BRP (المحدد بواسطة الدليل التشخيصي والإحصائي للاضطرابات النفسية على أنه «اضطراب ذهاني صغير مع ضغوطات ملحوظة»، وهو المصطلح النفسي للذهان الذي يمكن أن ينجم عن حدث مرهق للغاية في حياة الفرد ويؤدي في النهاية إلى العودة إلى الأداء الطبيعي. ويتبع الذهان التفاعلي الصغير عامةً حدثًا مؤلمًا بشكل كبير في الحياة مثل الطلاق أو التشرد، ولكنه قد ينجم أيضًا عن أي تجربة ذاتية تبدو كارثية للشخص المصاب. ومن هذه الضغوطات وفاة أحد أفراد الأسرة أو خسارة مهنية بشكل غير متوقع، كأن يصبح فجأة عاطلًا عن العمل، أو تغيرات سلبية خطيرة في الحياة الشخصية للمريض مثل انهيار أسرته بسبب الطلاق.
يجب التأكيد على أن هذه ليست بأي حال قائمة شاملة لأحداث الحياة المجهدة، لأن الأحداث التي تؤدي إلى ذهان تفاعلي صغير تميل -بسبب الطبيعة الفردية لعلم النفس البشري- إلى أن تكون شخصية للغاية، فقد يكون BRP هو الانهيار الأول لشخص يعاني من اضطراب نفسي مزمن ولكن الوقت فقط هو الذي سيحدد ما إذا كان الاضطراب سيكون صغيرًا أو سيدوم مدى الحياة، سواء كان اضطراب ذهاني وجيز أو حالة مزمنة، ويتم التحكم في هذا بشكل كافٍ عن طريق الدواء بحيث لا تظهر الأعراض على المريض مرة أخرى.[بحاجة لمصدر] وعادةً ما تزول الحالة تلقائيًا خلال فترة زمنية تتراوح ما بين أسابيع وشهور، مع انخفاض حدة الأعراض بشكل مستمر وتدريجي خلال الفترة المعنية. والهدف الأساسي من العلاج هو منع المرضى من إيذاء أنفسهم أو غيرهم خلال النوبة. [بحاجة لمصدر]

## الأسباب الفسيولوجية
السبب الدقيق للاضطراب الذهاني القصير غير معروف، لكن تشير إحدى النظريات إلى وجود صلة وراثية، لأن الاضطراب أكثر شيوعًا في الأشخاص الذين لديهم تاريخ مرضي عائلي، كأن يعاني فرد من العائلة أو أكثر من اضطرابات المزاج مثل الاكتئاب أو الاضطراب ثنائي القطب، وتشير نظرية أخرى إلى أن الاضطراب ناتج عن ضعف مهارات التكيف كالدفاع ضد أو الهروب من موقف مرعب أو مرهق بشكل خاص، وقد تخلق هذه العوامل قابلية لإحداث اضطراب ذهاني وجيز، وفي معظم الحالات يحدث الاضطراب بسبب إجهاد كبير أو حدث صادم.
يمكن أن يحدث ذهان مفاجئ وقصير العمر لدى الإناث في حالة انخفاض هرمون الإستروجين (التي قد تحدث قبل الدورة الشهرية أو بعد الولادة أو فترة ما قبل انقطاع الطمث)، وغالبًا يرتبط الذهان بحالة كامنة من اضطراب ثنائي القطب أو فصام، كما يعد هذا الذهان (عند تشخيصه على هذا النحو) "تفاقم ما قبل الحيض" أو "ذهان الحيض" أو "ذهان ما بعد الولادة"، وقد تؤدي الولادة إلى حدوث الاضطراب لدى بعض النساء. وتوجد امرأة واحدة من كل 10,000 امرأة تعاني من اضطراب ذهاني وجيز بعد الولادة بوقت قصير.

## التشخيص
لتأكيد التشخيص بالذهاني الوجيز يجب ألا تكون الأعراض ناتجة عن الفصام أو الاضطراب الفصامي العاطفي أو الاضطراب الوهامي أو الهوس في الاضطراب ثنائي القطب، كما يجب ألا تكون ناجمة عن دواء (مثل الأمفيتامينات) أو حالة طبية (مثل ورم الدماغ).

### تشخيص تفريقي
هناك أسباب طبية عامة للذهان الوجيز يجب مراعاتها أثناء التشخيص، منها اكتئاب ما بعد الولادة وفيروس العوز المناعي البشري والإيدز والملاريا والزهري ومرض الزهايمر ومرض باركنسون ونقص سكر الدم (انخفاض مستوى الجلوكوز في الدم بشكل غير طبيعي) والذئبة والتصلب المتعدد وورم الدماغ واضطرابات الجهاز العصبي النفسي لدى الأطفال (PANS).

## التاريخ
لاحظ أوتو فينيشيل أن هذه النوبات الذهانية القصيرة أكثر شيوعًا في الحرب العالمية الثانية منها في الحرب العالمية الأولى، وذلك في أعقاب الصدمات المؤلمة، فاعتبر أنه في مثل هذه الحالات يجب الحفاظ على وعي كافي لإعادة الاتصال مع الواقع، وتجنب حدوث النوبات مرة أخرى.